# Protestos no Peru de março–abril de 2022
Os protestos no Peru de março–abril de 2022 foram uma série de manifestações que ocorrem em todo o Peru para denunciar a inflação e criticar o papel do presidente Pedro Castillo por seu controverso governo. Os protestos ocorreram em meio ao aumento da inflação devido às sanções lideradas pelo Ocidente contra a Rússia após a invasão russa da Ucrânia em 2022 e durante os dias após uma tentativa fracassada de destituir o presidente. Os protestos foram organizados por Geovani Rafael Diez Villegas, o influente líder da União de Guildas de Transporte Multimodal do Peru (UGTRANM), que já havia colaborado no final de 2021 com empresários e políticos de direita para desestabilizar o governo Castillo e cujo poder é reconhecido como rivalizando com o próprio Ministério dos Transportes e Comunicações do governo. Diez Villegas exigiu a remoção das restrições de passageiros nos ônibus, indultos para os trabalhadores do transporte que foram acusados de crimes e negociações para o perdão de dívidas dos empresários do transporte ao governo. Mais tarde, ele organizou uma greve geral destinada a paralisar o transporte no Peru a partir de 4 de abril de 2022, resultando em escassez de produtos, paralisações de transporte, tumultos e violência.
O governo de Castillo respondeu aos protestos iniciais removendo um imposto de combustível que reduziria os custos em 30%, embora as empresas de combustível se recusassem a reduzir seus preços e os protestos continuaram. Após tumultos generalizados em 4 de abril de 2022, depois que a UGTRANM convocou uma greve geral, o presidente Castillo declarou estado de emergência depois de citar relatórios de inteligência de violência planejada e impôs um toque de recolher durante todo o dia na capital Lima para 5 de abril. Os distúrbios ocorreram em todo o país em 5 de abril, com milhares de manifestantes em Lima e tentando invadir o Palácio Legislativo durante a reunião de Castillo com o Congresso, enquanto os escritórios da Suprema Corte eram saqueados. Em 7 de abril, Castillo se reuniu com vários líderes de protestos para encontrar uma solução para a situação, enquanto mais tarde naquele dia o Congresso votou uma moção pedindo a renúncia de Castillo, com 61 aprovando, 43 contra e 1 abstendo. 

## Antecedentes

### Pandemia de COVID-19
Como resultado da estagnação econômica durante a pandemia de COVID-19 no Peru, entre dez e vinte por cento dos peruanos entraram na pobreza em 2020, revertendo uma década de redução da pobreza no país e resultando em uma taxa de pobreza de 30,1% naquele ano. De acordo com o Instituto de Economia e Desenvolvimento Empresarial (IEDEP) da Câmara de Comércio de Lima, a classe média do país encolheu quase pela metade de 43,6% em 2019 para 24% em 2020 devido à crise. Após as reverberações econômicas globais resultantes das sanções lideradas pelo Ocidente contra a Rússia devido à invasão russa da Ucrânia a partir de fevereiro de 2022, a inflação no Peru foi muito exacerbada. Em abril de 2022, a taxa de inflação no Peru atingiu seu nível mais alto em 26 anos, criando maiores dificuldades para a população recentemente empobrecida.

### Irmandade de Pisco
De acordo com Convoca, o líder do Sindicato das Guildas de Transporte Multimodal do Peru (UGTRANM), Geovani Rafael Diez Villegas, se reuniu com o presidente Castillo em agosto de 2021 em nome da Sociedade Nacional de Indústrias (SNI), uma organização de empregadores manufatureiros. Devido ao poder que Diez Villegas detém no Peru, ele foi descrito pelo El Comercio como um "ministro paralelo" do Ministério de Transportes e Comunicações (MTC), com o jornal escrevendo que "ele tem a decisão -tornando poder sobre os regulamentos publicados pelo MTC e percorreu esse ministério por três administrações como se fosse sua casa". Em setembro de 2021, líderes do SNI, UGTRANM, líderes políticos e outros executivos de negócios começaram a se reunir como a "Irmandade de Pisco" e planejaram várias ações, incluindo o financiamento de greves de transporte para desestabilizar o governo de Castillo e solicitar sua remoção. Em outubro de 2021, o site El Foco divulgou gravações revelando um bate-papo em grupo do WhatsApp vazado, com Bruno Alecchi, do Comitê Permanente de Transporte do SNI, encaminhando mensagens do líder da UGTRANM, Geovani Rafael Diez Villegas, sobre uma greve de transporte organizada para 8 novembro de 2021 e compartilhar ideias de apoio, com o presidente do SNI e ex-vice-presidente do Peru sob Alberto Fujimori, Ricardo Márquez Flores, sendo mencionado no chat. Os planejadores também estavam discutindo propostas para pagar os protestos e a compra de mídia para apoiar seu esforço para remover Castillo do cargo. El Foco informou que eles descobriram que um fujimorista chamado Vanya Thais que criou a operação de mídia "Projeto Liberdade" também estava em contato com o grupo depois que eles planejaram financiar seu projeto. Depois que as mensagens vazaram, outros vazamentos mostraram que os membros do bate-papo em grupo avisaram para deixar o grupo por causa do monitoramento da mídia. Mais tarde, o SNI divulgaria uma declaração de que as opiniões pessoais dos indivíduos em sua organização não representavam a entidade como um todo.

### Tentativas deimpeachment
Quatro meses após o mandato de Castillo, sua ex-concorrente presidencial Keiko Fujimori anunciou em 19 de novembro de 2021 que seu partido estava avançando no processo de impeachment, argumentando que Castillo era "moralmente impróprio para o cargo". Pouco tempo depois, a controvérsia surgiu quando os jornais noticiaram que Castillo havia se reunido com indivíduos em sua antiga sede de campanha em Breña sem registro público, uma potencial violação de um conjunto complicado e recentemente criado de regulamentos de transparência. Áudios supostamente obtidos na residência e divulgados pela América Televisión foram criticados e julgados fraudulentos. Castillo respondeu à ameaça de impeachment afirmando: "Não estou preocupado com o barulho político porque o povo me escolheu, não as máfias ou os corruptos". O processo de impeachment não ocorreu; 76 votaram contra, 46 foram a favor e 4 abstiveram-se, não tendo sido obtido o requisito de 52 a favor do processo. O Peru Livre finalmente apoiou Castillo durante o processo e descreveu a votação como uma tentativa de golpe de direita. Castillo respondeu à votação afirmando "Irmãos e irmãs, vamos acabar com as crises políticas e trabalhar juntos para alcançar um Peru justo e solidário". 
Uma segunda tentativa de impeachment relacionada a alegações de corrupção chegou ao processo em março de 2022. Em 28 de março de 2022, Castillo compareceu ao Congresso chamando as alegações de infundadas e pediu aos legisladores que "votem pela democracia" e "contra a instabilidade", com 55 votos a favor do impeachment, 54 votos contra e 19 abstenções, não atingindo os 87 votos necessários para o impeachment de Castillo. Ao mesmo tempo, o líder da UGTRANM Geovani Rafael Diez Villegas – que foi relatado anteriormente como envolvido com a Irmandade de Pisco para remover Castillo do cargo – anunciou o início das greves de transporte no Peru.

## Linha do tempo

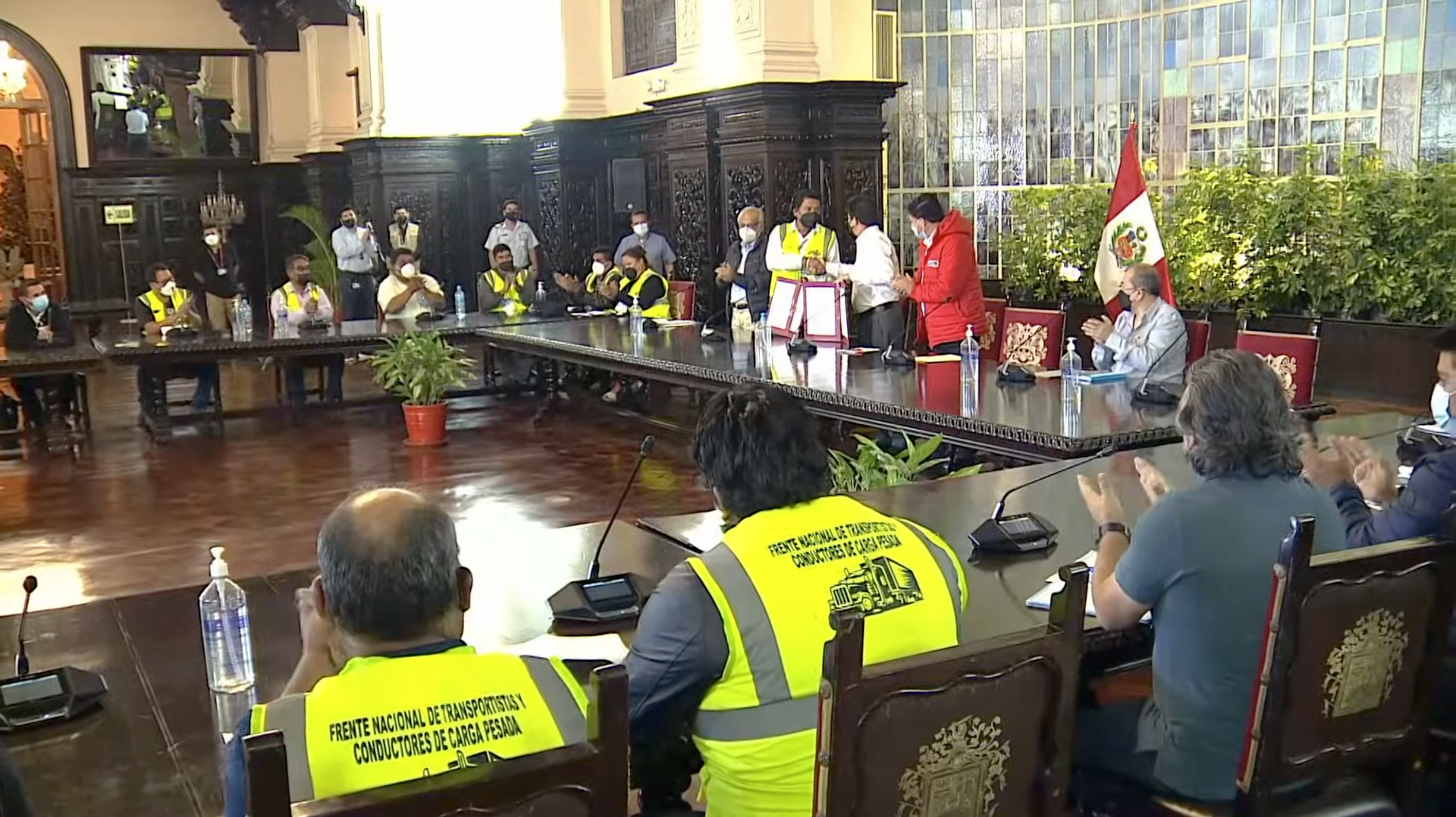
Presidente Pedro Castillo após assinar um acordo com a Frente Nacional de Transportadores e Motoristas de Carga Pesada em 3 de abril de 2022.

A inflação de bens básicos juntamente com o aumento dos preços de fertilizantes e combustíveis como resultado das sanções ocidentais à Rússia enfureceu os peruanos rurais, mudando-os de sua posição de apoiar Castillo para protestar contra seu governo. Os primeiros bloqueios começaram em 28 de março de 2022, dia do impeachment fracassado do presidente Castillo. A UGTRANM delineou demandas que incluíam a retirada de restrições de passageiros em ônibus, indultos para trabalhadores de transporte que foram acusados de crimes e negociações para empresários de transporte que deviam milhares de soles ao governo. O próprio líder da UGTRANM, Geovani Rafael Diez Villegas, deve à Superintendência Nacional de Administração Tributaria (SUNAT) milhares de sóis. Castillo afirmou em 31 de março que os protestos foram organizados por "líderes pagos" e "mal intencionados", embora mais tarde ele se desculpasse, afirmando que algumas manifestações "podem ter se infiltrado".
Em 1º de abril de 2022, manifestantes em Junín começaram a se rebelar, saqueando lojas, caixas eletrônicos e farmácias, com as autoridades anunciando que 10 foram presos durante os distúrbios. Simultaneamente, representantes do governo de Castillo viajaram pelo país para negociar com a UGTRANM e representantes de transporte, embora tenham sido recusados. Os líderes da UGTRANM exigiram que o governo Castillo reduzisse os preços dos combustíveis, embora o governo já tivesse instituído o Fundo de Estabilização dos Preços dos Combustíveis, segundo o economista Jorge Gonzales Izquierdo, a fim de evitar aumentos no preço do diesel. O governo removeu um imposto de combustível que adicionava cerca de 30% aos preços, embora os postos de combustível se recusassem a baixar seus preços. Diez Villegas da UGTRANM em 2 de abril anunciou uma greve geral nacional para ocorrer em 4 de abril. 
Fortes tumultos em Huancayo em 3 de abril resultaram na morte de quatro pessoas; dois morreram em acidentes de trânsito, um professor morreu após ser impedido de receber tratamento de hemodiálise e um menor se afogou ao fugir de confrontos de rua. O presidente Castillo respondeu à crise anunciando em 3 de abril um aumento de 10% para o salário mínimo nacional e reduzindo ainda mais os impostos sobre os combustíveis. A medida, no entanto, teve pouco efeito sobre os trabalhadores de transporte que muitas vezes trabalham na grande economia informal do Peru de quase 70%. Castillo também propôs a remoção do imposto geral sobre vendas, embora isso tivesse que ser aprovado pelos Congressos.
A greve geral nacional organizada por Diez Villegas começou em 4 de abril de 2022, com motoristas de ônibus bloqueando estradas em todo o país para impedir o transporte, apesar dos acordos feitos com o governo de Castillo em 3 de abril. Paralisações de transporte foram relatadas nos departamentos de Amazonas, Ica, Lima, Piura, San Martín e Ucayali. No Departamento de Ica, foi noticiado o saque de lojas enquanto manifestantes queimavam pedágios na Rodovia Pan-Americana. Em Lima, um indivíduo morreu em uma ambulância bloqueada por manifestantes enquanto manifestantes em San Juan de Lurigancho entraram em confronto com a polícia e trabalhadores de transporte que não cumpriram a greve geral. A Polícia Nacional respondeu ao fechamento da Rodovia Central no Distrito de Pachacámac, disparando gás lacrimogêneo contra 250 manifestantes que entraram em confronto com a polícia. O governo de Castillo respondeu à violência mobilizando as Forças Armadas, com 95 patrulhas do Exército peruano sendo enviadas para regiões fortemente afetadas. Durante um anúncio tarde da noite, o presidente Castillo declarou estado de emergência e impôs um toque de recolher total em Lima durante todo o dia 5 de abril.
Alguns peruanos acordaram surpresos em 5 de abril, sem saber que um toque de recolher de um dia inteiro havia sido anunciado por Castillo, causando conflitos de transporte para aqueles na capital. Ao meio-dia, vários panelaços foram ouvidos em vários bairros de Lima. À noite, milhares de manifestantes formaram marchas desafiadoras que se reuniram na Plaza San Martín e tentaram se aproximar do Palácio Legislativo, onde o presidente Castillo se reunia com o Congresso. A deputada Norma Yarrow, do partido de extrema-direita Renovação Popular, exigiu que os oficiais permitissem que os manifestantes se reunissem do lado de fora do Palácio Legislativo. Mais tarde, os manifestantes invadiram os escritórios da Suprema Corte do Peru e saquearam itens, incluindo computadores, eletrodomésticos e material de escritório, com a Polícia Nacional dispersando a multidão com gás lacrimogêneo depois que eles tentaram incendiar a instalação. Em Ambo, intensos confrontos entre manifestantes e policiais resultaram em uma pessoa morta devido a ferimentos na cabeça. 
Fortes protestos continuaram em 6 de abril, com confrontos ocorrendo em todo o departamento de Ica e relatos de um morto e onze feridos enquanto protestavam na Rodovia Pan-Americana perto do distrito de Salas pela manhã. Outros dois foram mortos no distrito de San Juan Bautista. Durante os fortes tumultos em Ica, repórteres e policiais foram atacados por manifestantes enquanto dois policiais foram sequestrados. Diez Villegas, líder da UGTRANM, afirmou que nos dois dias anteriores de protestos, "nenhum serviço de transporte público, turístico, táxi e até mototáxi forneceria seus serviços de transferência para os peruanos" e que 140.000 trabalhadores do transporte participaram da greve para paralisar Lima. Diez Villegas disse que tais medidas foram tomadas contra Castillo depois que o presidente levantou alegações de que os protestos organizadores tinham más intenções. Em Lima, simpatizantes de Castillo se reuniram na Plaza San Martín para protestar contra o Congresso.
O presidente Castillo viajou para Huancayo em 7 de abril para participar do Conselho Descentralizado de Ministros no Coliseu Wanka, com 3.000 policiais destacados para proteger a área. Na reunião, Castillo afirmou que "no Peru, a liberdade de protesto e manifestação deve ser um fato e um líder nunca deve ser perseguido". Representantes dos grupos agrícolas e de transporte presentes discutiram preocupações com Castillo, ao mesmo tempo em que reconheceram a obstrução que o Congresso realizou contra o presidente, com um líder e ex-prefeito do distrito de Acolla, Jaime Esteban Aquino, afirmando que "Se eles não entenderem, o povo também vai lutar contra esses parlamentares... O Executivo já ouviu nossas reivindicações,... Se o presidente e os ministros renunciarem, todos vão embora". O primeiro-ministro Aníbal Torres compartilhou na reunião uma afirmação imprecisa sobre a melhoria da infraestrutura que o Peru poderia experimentar, dizendo que a Alemanha era semelhante ao Peru até Adolf Hitler melhorar sua produtividade através da construção da Autobahn, com Torres compartilhando o que Radio Programas del Perú relatou como um remanescente da propaganda nazista. Protestos em apoio e contra Castillo ocorreram fora do Coliseu Wanka durante o evento. Em Lima, membros da CGTP e SUTEP marcharam ao Palácio Legislativo em apoio a Castillo para exigir que o Congresso pare de obstruir, que organize uma Assembleia Constituinte para redigir uma nova constituição para o Peru e que, se tais mudanças não forem feitas, que o Congresso seja dissolvido. No final do dia, o Congresso votou em uma moção para pedir a renúncia de Castillo, com 61 aprovando um pedido de renúncia, 43 votando contra e 1 abstendo-se.
Em 9 de abril, o presidente Castillo apresentou uma proposta de emenda constitucional para reformar o artigo 61 da Constituição peruana, compartilhando planos sobre o que ele disse que proibiria "monopólios, oligopólios, entesouramento, especulação ou acordos de preços, bem como o abuso de posições dominantes no mercado" a fim de estabelecer uma economia social de mercado.

## Reações

### Nacional
De acordo com o gerente-geral do Conselho Nacional de Transportes (CNT), Martín Ojeda, as ações dos trabalhadores do transporte bloqueando estradas foram ilegais e semelhantes à extorsão, com Ojeda afirmando "O que o Governo tem que aplicar, com o Ministério Público e o Ministério da do Interior, é o artigo 200º do Código Penal". Ojeda explicou que os grupos de transporte tinham o direito de greve por não dirigir, mas que bloquear rotas em todo o país era um ato criminoso. 
Políticos da oposição e grupos de direitos humanos criticaram o toque de recolher imposto pelo governo de Castillo em 5 de abril. Verónika Mendoza, líder do partido de esquerda Juntos pelo Peru, criticou o toque de recolher afirmando que "o governo não apenas traiu as promessas de mudança pelas quais o povo o escolheu, mas agora repete o método de direita de 'resolução de conflitos': ignorar aqueles que se mobilizam expressando seu legítimo desconforto com a situação econômica e política, reprimindo, criminalizando e restringindo direitos". O presidente cassado Martín Vizcarra pediu a Castillo que renuncie ao cargo. O governo de Castillo disse que o toque de recolher foi justificado devido a relatórios de inteligência de violência planejada. 

### Internacional
A Comunidade de Estados Latino-Americanos e Caribenhos (CELAC) divulgou um comunicado no qual expressa "preocupação e pesar" pelos protestos e mortes e instou o respeito à "ordem democrática".
A Comissão Interamericana de Direitos Humanos (CIDH) condenou a "restrição de direitos fundamentais e eventos de violência" no Peru. O comunicado afirmou ainda que o estado de emergência imposto pelo governo foi “inadequado e perigoso” e reiterou que os protestos sociais “são um direito essencial para a existência e consolidação das sociedades democráticas”.
O presidente da Bolívia, Luis Arce, disse que a direita no Peru "quer arrancar nas ruas o que não ganhou nas urnas" e "temos que respeitar o voto popular do povo peruano".